# Requiem pour Tontons Macoutes
Requiem pour Tontons Macoutes est le 24e roman de la série SAS, écrit par Gérard de Villiers. 
Publié en 1971 aux éditions Plon / Presses de la Cité, il a été, comme tous les SAS parus au cours des années 1970, édité à 150 000 exemplaires en France lors de la première édition. 
Le roman présente la situation politique et sociale en Haïti au début des années 1970. L'action se déroule en avril-mai 1971, peu après la mort de François Duvalier à Haïti.

## Personnages principaux

### Les Américains et alliés
- Malko Linge : héros du roman.
- Frank Gilpatrick : chef de l'antenne de la CIA à Port-au-Prince.

### Les Haïtiens
- Amour Mirabalais
- Simone Hinche
- César Castella
- Gabriel Jacmel : ancien Tonton Macoute.
- Thomas et Luc (gardes du corps de Jacmel)
- Julien Laleau (dit « L'Iguane ») : retraité, âgé de 78 ans.
- John Riley : pasteur et ancien militaire américain.
- Estimé Jolicœur : jardinier.
- Marie-Denise
- Rex Stone

## Résumé

### Début du roman
Alors que le sinistre dictateur François Duvalier (« Papa Doc ») vient de mourir en Haïti, le récit commence par l'action audacieuse d'un ancien Tonton Macoute,  Gabriel Jacmel, qui profane la tombe du dictateur défunt pour retirer du cadavre la tête et le cœur. Il souhaite en effet se servir de ces organes pour des rites vaudous. Durant son coup de main, l'ouvrier-jardinier Estimé Jolicoeur est lui-aussi décapité tandis qu'une passante, Marie-Denise, est violée avant d'être tuée par les hommes de Jacmel. Or la CIA souhaite profiter de la succession « familiale » pour éliminer le Duvaliérisme, et Malko est chargé de contacter Gabriel Jacmel pour renverser Jean-Claude Duvalier, le fils héritier âgé de 19 ans. La CIA lui indique qu'il pourra compter sur quatre alliés potentiels : Simone Hinche (dont le père, fort respecté, vit en exil), César Castella (un aventurier qui peut servir comme homme de main), Julien Laleau (dit « L'Iguane », âgé de 78 ans) et sur le pasteur John Riley (un ancien militaire américain). 

### Aventures
Malko se rend donc en Haïti et ne tarde pas à découvrir un pays arriéré et violent, avec un fond de misère, de corruption et de sorcellerie vaudoue ambiante. Il manque de se faire tuer lors d'une cérémonie vaudoue. Il a été en effet repéré par la responsable de la police locale, la féroce Amour Mirabalais. Malko contacte les personnes qui ont été signalées à son intention. Mais Simone Hinche s'avère peu fiable, César Castella est un électron libre, Julien Laleau est torturé et menacé de mort par Amour Mirabalais. Malko finit par rencontrer Gabriel Jacmel et lui expose les termes de « la proposition de contrat » de la CIA : protéger les intérêts américains et empêcher le communisme de pénétrer le pays. L'homme accepte mais se révèle aussi sanguinaire que les Duvaliéristes. Malko apprend que quelques années auparavant, Gabriel Jacmel avait ordonné le viol de Simone Hinche par un âne. 
Peu à peu Malko élabore l'opération de coup d'État. Celle-ci débute mal : César Castella tue la mère d'Amour Mirabalais pour attirer celle-ci hors de sa villa-forteresse, mais ne parvient pas à la tuer, ce qui rend Amour Mirabalais enragée. Cherchant asile auprès de l'ambassade américaine, il en est banni. Il est peu après exécuté par des Tontons Macoutes. Puis Malko, Gabriel Jacmel et Simone Hinche, assistés de quelques aventuriers, prennent possession de la radio locale par la force. Le but est de diffuser un faux message selon lequel un groupuscule armé va s'en prendre aux touristes présents sur l'île. La flotte américaine ouvrira alors le feu sur le Palais présidentiel et sur diverses installations gouvernementales, tuant ainsi Jean-Claude Duvalier et ses principaux soutiens. Une force armée interviendra ensuite sur l'île pour installer Gabriel Jacmel au pouvoir. Mais les choses ne se passent pas comme prévu. Alors que Jacmel lit le texte à la radio, Simone Hinche l'abat avec une arme à feu, vengeant ainsi le viol sadique qu'elle avait subi quelques années auparavant. Le coup d'État avorte donc lamentablement. Malko, Simone et les aventuriers quittent précipitamment la radio tandis que les forces duvaliéristes prennent position des axes stratégiques. Grâce à l'aide décisive du pasteur Riley, Malko et ses collègues échappent à la traque organisée par Amour Mirabalais. 
Malko se réfugie au sein de l'ambassade américaine et Simone Hinche au sein de l'ambassade dominicaine. Les choses se calment progressivement. Les États-Unis paient une forte somme d'argent pour la libération de Malko. Un plan est organisé pour faire sortir Simone du pays : on va la faire passer pour morte grâce à l'absorption d'un puissant narcotique, et elle sera transportée dans un cercueil de l'ambassade dominicaine à l'ambassade américaine. Le plan est mis à exécution. 

### Fin du roman
Lorsque le cercueil contenant le corps de Simone est livré à l'ambassade américaine, on découvre que Simone a reçu un pieux en plein cœur : Amour Mirabalais l'a faite empaler pour « tuer tous les démons » qui seraient restés en elle. La dernière page présente d'une part Malko quittant le pays, attristé par l'échec total de sa mission et les morts occasionnés durant celle-ci, et d'autre part Amour Mirabalais qui le suit des yeux, totalement triomphante.